# 印度研究分析室
印度內閣秘書處研究分析室，或稱印度調查分析局

，是印度共和國政府主要對外情報收集單位。相對於著名的印度內政部情報局或巴基斯坦三軍情報局而言，在印度政府的有效保密手段之下，印度研究分析室為一鮮少引人注意的情報組織。國際情報分析專家一般認為研究分析室是一個有效率的情報單位，代表印度政府一種深具代表性的對外影響力，是一個在南亞地區不可輕忽的重要情報機關。
研究分析室的成立背景，追溯自1962年中印邊界衝突戰爭和1965年印巴戰爭。當時，印度的最主要情報單位是承接自英國殖民時期的印度情報局，無法在此兩次戰爭期間為印度政府提供即時而且重要的情報。在印度內閣總理，印度陸軍參謀總長，印度情報局對外情報部門主管三方一致要求與呼籲之下，研究分析室就從印度情報局分離出來，改隸於印度內閣秘書處，直接向內閣總理報告，專職處理國際情報相關的戰略性工作，於1968年9月21日正式成立。
因為研究分析室名義上只是印度內閣秘書處大廈建築物的一個邊廂，所以不需要接受印度國會監督。研究分析室首長為秘書處研究秘書 "Secretary (Research)"，同時兼任聯合情報委員會委員 (Joint Intelligence Committee)，行政隸屬於內閣秘書長 (Cabinet Secretary)，同時必需每日向印度國家安全顧問簡報。
其內部組織架構，因為保密嚴格，外界只能進行揣測。